# Professorsstaden

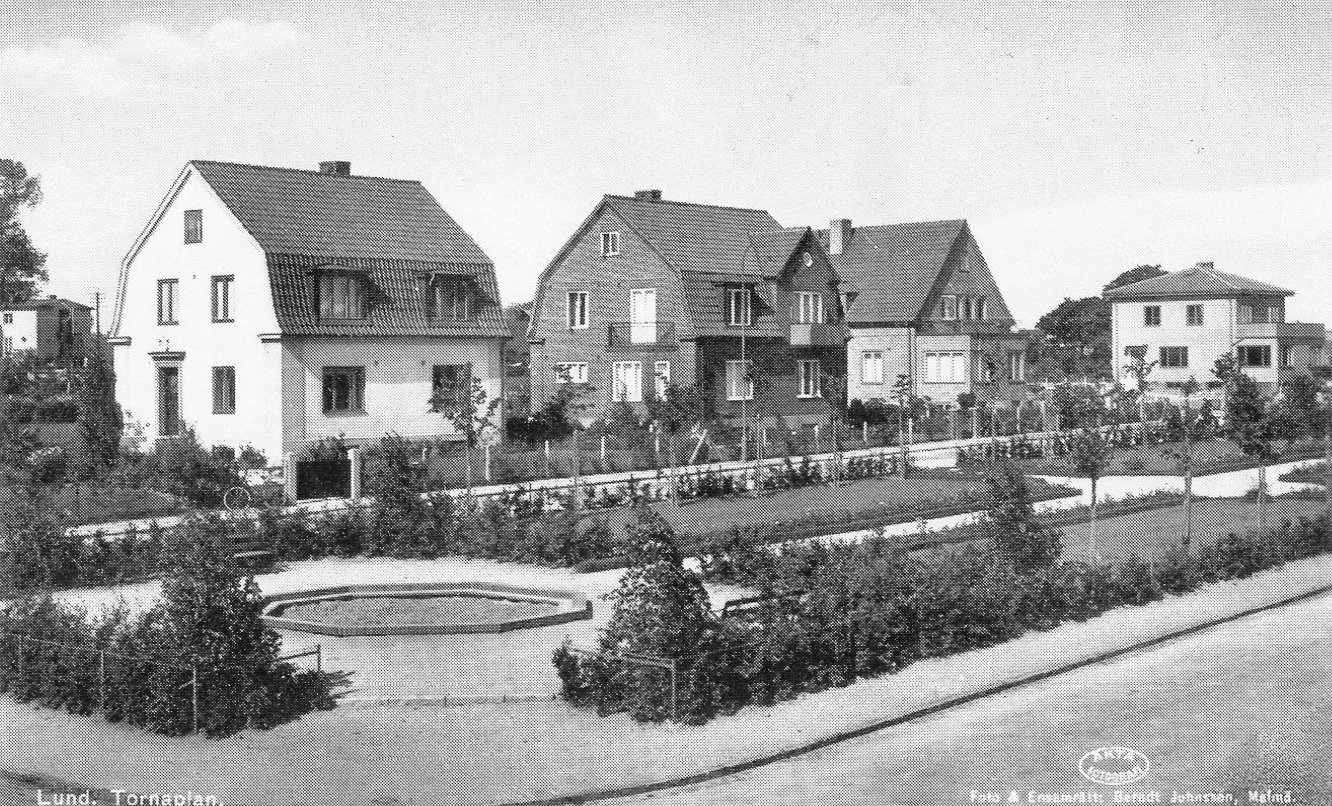
Tornaplatsen, torg i Professorsstaden. Foto 1934.

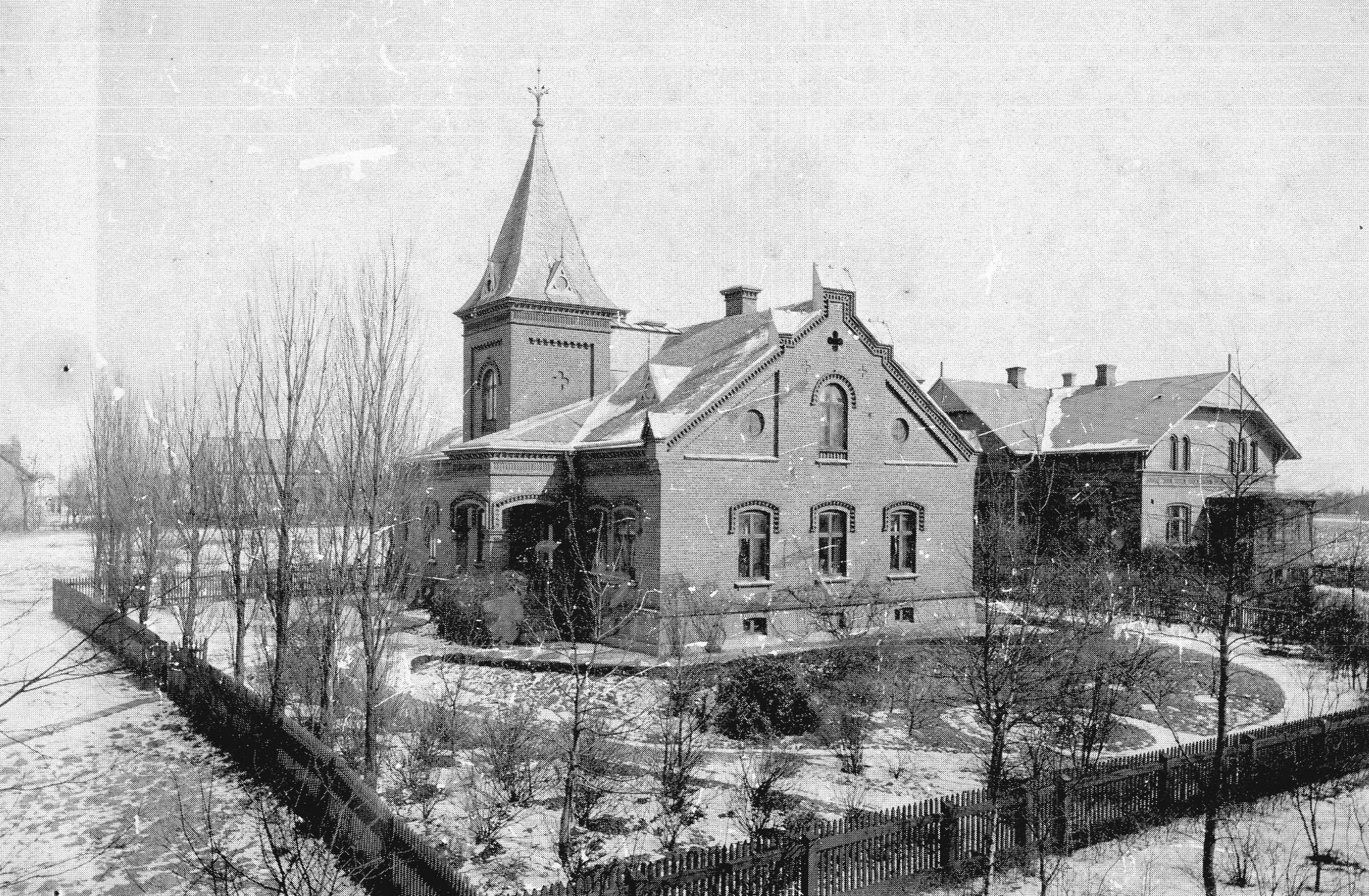
Villa Holma på Finngatan 8, byggt 1889. Foto mellan 1897 och 1902.

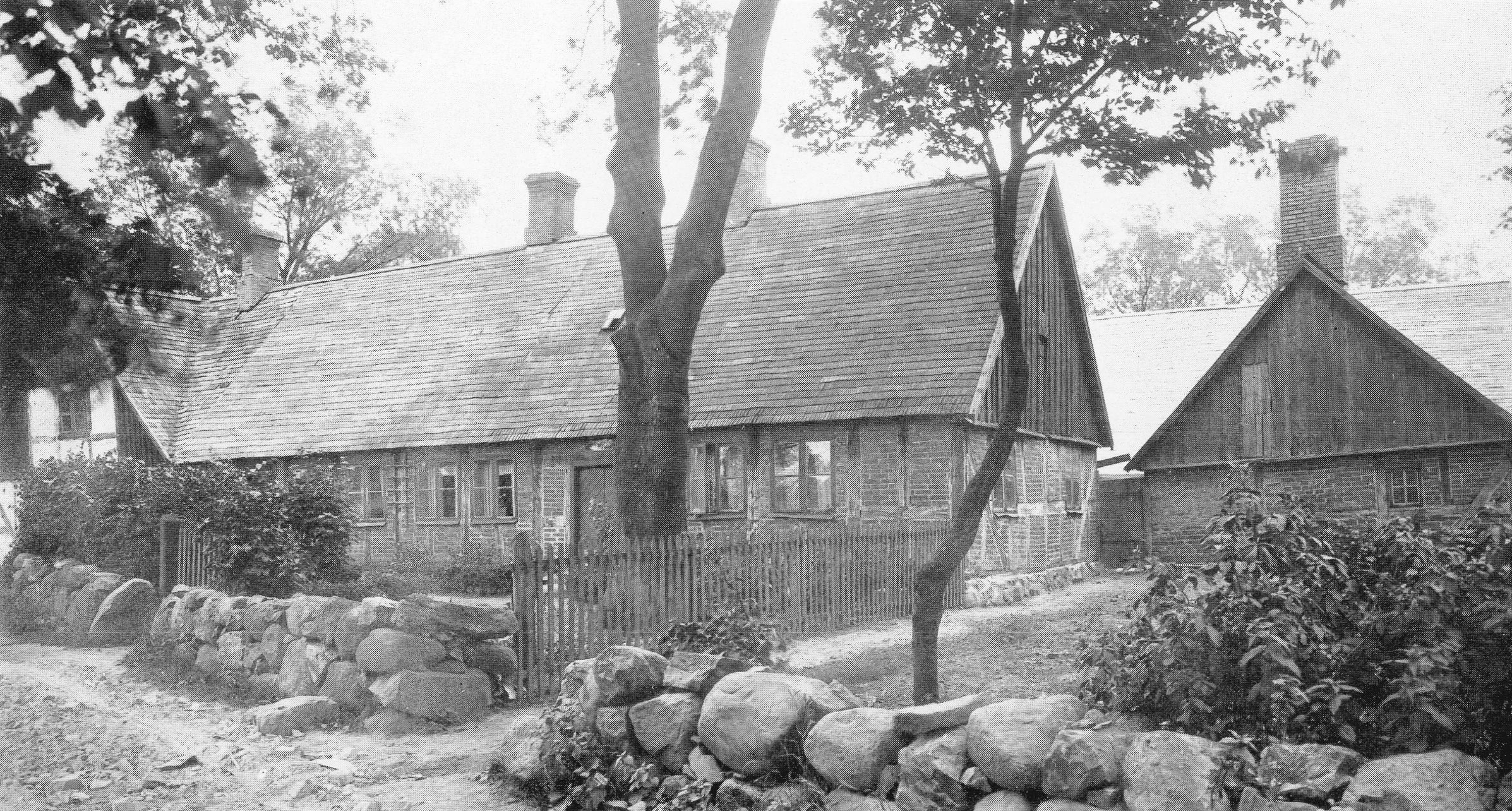
Olshögsgården, en av de äldsta byggnaderna i Professorsstaden, byggt 1830. Foto 1923. Ekonomibyggnaderna har sedermera rivits.

Professorsstaden är en stadsdel i Lund, beläget öster om innerstaden och utbyggd under perioder mellan 1870 och ca 1950. Den ingår i den statistiska stadsdelen Tuna men är sedan 2014 även fastställd som en officiell stadsdel med etablerade gränser. Området ligger inom Lunds Allhelgonaförsamling. Bebyggelsen består nästan enbart av villor, ofta stora och påkostade och till stor del uppförda av lärare vid Lunds universitet (därav namnet). En av dessa är byggnadsminnet Westmans villa.
Området har ett allmänt vedertaget namn men det har fram till 2014 aldrig använts officiellt. Det var därför inte fastslaget exakt vilket geografiskt område som Professorsstaden omfattar. Normalt brukar villakvarteren öst-nordöst om Botaniska trädgården samt universitetsinstitutionerna vid Biskopsgatan inkluderas, tillsammans med att Sölvegatan bildar gräns i norr samt Professorsgatan och Tornavägen gräns i öst. Det är mer omstritt var gränsen söderut går, där allt från Tunavägen i norr till Dalbyvägen i söder har föreslagits. I Lunds bevaringsprogram har gränsen dragits vid Östervångsvägen, där området söder om detta betraktas som Galjevången, detta då de gamla ägoförhållandena använts, och området för Professorsstaden har definierats till Hyphoffslyckans och jordegendomen Olshögs ytor.
I stadsdelen ligger sedan 1983 Gerdahallen, en bland studenter uppskattad idrottsanläggning med ett av Nordens största gym.

## Historik
Utbyggnaden av Professorsstaden varierade i takt genom decennierna. Detta beror i korthet på att markägaren ville att området skulle intas i Lunds stadsplan. Detta skulle i så fall garantera tomtköparna rätt att ansluta sig till stadens ledningar för gas, el, vatten och avlopp. Staden var dock inte villig att ta de kostnader som detta skulle innebära, framförallt utläggning av huvudledningar, även om de var intresserade av att området skulle ges en lämplig utformning under deras regi. De äldsta villorna i området ligger på Finngatan, där sedan länge flera universitetsinstitutioner inom humaniora ligger. Placeringen bygger på att Finngatan då planerades bli en ringväg runt Lund, i ett första steg leda till Lunds östra station. Detta stoppades dock då lasarettets placering omöjliggjorde vidarebyggandet av vägen.
En karta för områdets utformning ritades 1907 och markägaren anhöll med hjälp av denna om att området skulle intas i stadsplanen, samtidigt som man själv lovade att betala utläggning och stensättning av gatorna så länge staden betalade huvudledningarna. Detta gick staden inte med på, utan även ledningarna skulle betalas av markägaren. Efter ett antal överklaganden avslogs ansökan slutligen 1913. Trots detta byggdes ett antal villor 1907-1916 i området.
Stadsfullmäktige i Lund hade trots avslaget låtit upprätta ett förslag till stadsplan över området, som blev klar 1913. Då Lund tidigare i området Spoletorp använt sig av ett strikt rutnät för kvartersindelningen bröt denna nya stadsplan mot detta. Kvarteren i Professorsstaden blev mycket mer oregelbundna, med inslag av allmänna grönytor. Denna plan godkändes i princip av stadsfullmäktige, men skulle i framtiden kompletteras med en mer detaljrik planering.
År 1917 tog byggandet stopp, då stadsfullmäktige beslutade om vilka villkor som skulle gälla för att man skulle få ansluta bebyggelse utanför plan till stadens ledningsnät. Det upprättades därför nya regler för byggandet, och gatumarken skulle överlåtas åt staden utan kostnad. Samtidigt skulle tomtägarna fortsätta att bekosta delar av huvudledningarna. I detta beslut ingick även krav på att mer detaljerade planer skulle upprättas för området. Då man åter inte kunde komma överens om hur huvudledningarna skulle bekostas stoppades byggnadsverksamheten fram till 1923. Detta agerande från staden mötte kritik och ledde till att enskilda tomtköpare själva fick medla mellan staden och bolaget. 1925 kom dock byggandet igång igen då ett slutgiltigt avtal skrivits mellan bolaget och staden. I huvudsak fick staden sin vilja igenom. Ett nytt förslag på stadsplan togs i det här sammanhanget också fram av stadsingenjör Karl Romson och stadsarkitekt John Anchert. Det nya förslaget följde dock i princip 1917 års förslag, med undantag av några gatubredder. Det stora tillägget var att kvarteren öster om Studentgatan här inkluderats. Denna plan godkändes 1924, "i princip".
Att godkänna i princip orsakade bekymmer då en del tomtägare i området försökte komma åt det faktum att staden genom att endast godkänna "i princip" överlade kostnader för ledningar på enskilda tomtköpare, istället för att stå för detta själva. En av dessa fick slutligen rätt och staden blev skyldiga att ansluta fastigheterna till elnätet utan att ta betalt för annat än ledningarna.
Efter att planerna om att göra Finngatan till en ringled gick i stöpet gick tankarna istället till Tornavägen, som skulle gå i en båge och mynna ut i Kung Oscars väg. Därför ändrade man planen för Olshögsområdet och några kvarter ritades om. Tornavägen lades slutligen ut något längre öster än planerat, medan Professorsgatan motsvarar den ursprungliga sträckningen.
År 1929 fick Professorsstaden slutligen en riktig stadsplan, godkänd i stadsfullmäktige. Den omfattade ett område mellan Dalbyvägen i syd till järnvägen i nordväst, och fastställdes av Kunglig Majestät 1931.